# Dognen
Dognen ist eine französische Gemeinde mit 230 Einwohnern (Stand 1. Januar 2022) im Département Pyrénées-Atlantiques in der Region Nouvelle-Aquitaine (vor 2016: Aquitanien). Die Gemeinde gehört zum Arrondissement Oloron-Sainte-Marie und zum Kanton Le Cœur de Béarn (bis 2015: Kanton Navarrenx).
Die Bewohner werden Dognénois oder Dognénoises genannt.

## Geographie
Dognen liegt ca. 20 km nordwestlich von Oloron-Sainte-Marie in der historischen Provinz Béarn.
Umgeben wird der Ort von den Nachbargemeinden:
|      | Jasses                                      | Ogenne-Camptort                |
| Gurs | Kompassrose, die auf Nachbargemeinden zeigt | Lay-Lamidou Préchacq-Navarrenx |
|      | Préchacq-Josbaig                            |                                |

Dognen liegt im Einzugsgebiet des Flusses Adour. Ein Nebenfluss des Gave de Pau, der Gave d’Oloron, durchströmt zusammen mit seinen Zuflüssen, Torrent l’Arrieu, Layous und Laüs, das Gemeindegebiet.

## Geschichte
Ein Hügelgrab auf dem Gebiet der Gemeinde belegt eine frühe Besiedelung bereits in der Frühgeschichte.
Toponyme und Erwähnungen von Dognen waren:
- Donen (1214, Kopialbuch des Klosters Sauvelade),
- Villa de Donenh (1235, Manuskriptsammlung des 16. bis 18. Jahrhunderts),
- Doneng (13. Jahrhundert, Urkunden von Préchacq),
- Sent Johan de Donenh (1384, Notare von Navarrenx),
- Donheen (1546, Manuskriptsammlung des 16. bis 18. Jahrhunderts) und
- Doignen (1673, Eingliederung in das Bistum Oloron).[4]

Orognen ist heute ein Ortsteil der Gemeinde, gehörte früher zu Lay-Lamidou und hatte eigene Erwähnungen:
- Ororeng und Ororenh (13. Jahrhundert, Urkunden von Préchacq),
- lo molii d’Ororenh (1384, Notare von Navarrenx),
- l’ostau d’Aurorenh (1385, Volkszählung im Béarn),
- Oronenh und Oronhen (1538 bzw. 1571, Manuskriptsammlung des 16. bis 18. Jahrhunderts) und
- Oroignen (1863, Dictionnaire topographique Béarn-Pays basque).[4]

Bei der Volkszählung im Jahr 1385 wurden in Dognen 35 Haushalte gezählt und vermerkt, dass der Ort zur Bailliage von Navarrenx gehört. Das Lehen von Orognen gehörte ebenfalls zur Bailliage von Navarrenx und war abhängig von der Vicomté von Béarn.
Vom 16. bis zum 17. Jahrhundert bewohnten zwei namhafte Bearner Familien das Schloss von Oroignen, die Abadie d’Oroignen, welche dem Schloss seinen Namen gaben, und die Familie des Markgrafen von Lons. 1655 wurde Orognen zum Baronat erhoben, das neben Orognen auch Lay und Préchacq-Navarrenx umfasste.
1752 ließ sich eine religiöse Bruderschaft in Dognen nieder. Kurze Zeit später, zu Beginn der Französischen Revolution, litt das Schloss von Oroignen unter dem Zorn der Einwohner, die es plünderten und niederbrannten.

### Einwohnerentwicklung
Nach einem Höchststand der Einwohnerzahl in der ersten Hälfte des 19. Jahrhunderts mit 570 Einwohnern reduzierte sich die Zahl bei kurzen Wachstumsphasen bis zur Jahrtausendwende um insgesamt rund zwei Drittel auf unter 200 Einwohner. Anschließend setzte eine Stabilisierung auf ein Niveau auf rund 200 Bewohnern ein.
| Jahr      | 1962 | 1968 | 1975 | 1982 | 1990 | 1999 | 2006 | 2009 | 2022 |
| --------- | ---- | ---- | ---- | ---- | ---- | ---- | ---- | ---- | ---- |
| Einwohner | 269  | 247  | 230  | 208  | 209  | 194  | 217  | 214  | 230  |

## Sehenswürdigkeiten

### Ortskirche
Sie ist Johannes dem Täufer gewidmet und wurde im 17. Jahrhundert erbaut, in einer Zeit nach den Hugenottenkriegen, in der die meisten katholischen Kirchen saniert oder neu errichtet wurden. Am Ende des 19. Jahrhunderts wurde die Kirche restauriert und vergrößert, wobei u. a. die nördliche Seitenkapelle angefügt wurde. Der Eintritt in die Kirche geschieht durch einen fünfstöckigen Glockenturm als Eingangsvorbau, dessen Dach à l’impériale (deutsch kaiserlich) genannt wird, weil seine geschwungene Form an eine Kaiserkrone erinnert. Auf den Turmhelm ist ein Dachreiter für die Glocke aufgesetzt. Der Boden im Innern der Kirche ist bedeckt mit Fliesen aus Naturstein, das Gewölbe des Langhauses ist mit Täfelwerk bekleidet.
Der Chor ist geschmückt mit einem Altar und einem Altaraufsatz aus vergoldetem Holz aus dem 18. Jahrhundert, der sich auf zwei Ebenen erstreckt. Die Mitte der unteren Ebene wird durch den Tabernakel gebildet, an dessen beiden Seiten je zwei freistehende Statuetten zu erkennen sind, die religiöse Personen darstellen. Eine dieser Personen ist dabei als Johannes dem Täufer, der Schutzpatron der Kirche, zu erkennen. Auf der oberen Ebene oberhalb des Tabernakels fällt der Blick auf eine Statuette, die das Motiv der Maria mit Jesuskind wiedergibt. Sie wird überragt von einer Kuppel, die von drei Puttenköpfen gebildet wird. Auf dieser Kuppel steht eine weitere Statuette, die Jesus Christus verkörpert, ohne Kleidung, aufrecht und den Arm gen Himmel gerichtet.
Der Altar aus dem 18. Jahrhundert ist aus rot und golden bemaltem Holz und zeigt eine gekrümmte Form. In der Mitte befindet sich ein bemaltes Medaillon, das die Taufe Jesu im Jordan durch Johannes zeigt. Es ist umgeben von goldenen Rocailles,  muschelförmigen Ornamenten. In der Mitte der Wand hinter dem Altar und dem Aufsatz ist ein Ölgemälde, das den gekreuzigten Christus und zu seinen beiden Seiten Maria und den Schutzpatron Johannes darstellt.
In der Seitenkapelle, die Maria gewidmet ist, ist ein 1,60 m hohes und 1,40 m breites Gemälde zu sehen. Der Rahmen des Bildes ist aus vergoldetem Holz und mit muschelförmigen Ornamenten verziert. In der Bildmitte erscheint Maria dem heiligen Dominikus, umgeben von Wolken und Putten. Sie hält das Jesuskind auf ihrem Schoß, das einen Rosenkranz an Dominikus überreicht. In der rechten unteren Ecke des Bildes ist ein Hund mit einer Fackel rechts neben einem Globus zu erkennen. Dieses Motiv spielt auf einen Traum von Dominikus Mutter an, die der Legende nach eine Vision eines Hundes gehabt hatte, der eine Fackel hält, mit der er die Welt anzündet. Zwei Bücher werden gezeigt, die an die Bücher erinnern, die Dominikus verkaufte, um den Mittellosen zu helfen.
Die Kirche bewahrt ein Weihwasserbecken aus dem 17. Jahrhundert, das eine Zeit lang nur Angehörigen der Cagots vorbehalten war. Diese waren eine Personengruppe, die vom 13. bis weit in das 19. Jahrhundert hinein in Spanien und Frankreich diskriminiert und weitgehend vom gesellschaftlichen Leben ausgeschlossen war. Es konnte ihnen der Zutritt zur Kirche nicht verwehrt werden, denn Cagots waren katholischen Glaubens. Dennoch war es für die anderen Mitglieder der Pfarrgemeinde undenkbar, ihre Hände in das gleiche Weihwasser wie die Cagots zu tauchen. Aus diesem Grund besitzen viele Kirchen im Béarn separate Weihwasserbecken. Dieses hat die Form einer Waschschüssel auf einem sechseckigen Fuß aus Stein.

### Schloss Oroignen
Im Ortsteil Orognen, südöstlich des Ortszentrums, wurde gegen Ende des 16. Jahrhunderts ein Schloss erbaut, von dem heute nur noch eine Ruine zu sehen ist. Die Familie d’Abadie d’Oroignen, ursprünglich aus Gurs, die es errichten ließen, waren von höherem Stand innerhalb des Parlaments von Navarra und als Berater des französischen Königs. Der Bau muss üblicherweise die Bedeutung der Besitzer reflektiert haben. Das Gebäude war vierstöckig mit Zwillingsfenstern inklusive einem Dachgeschoss. Das Anwesen umfasste Nebengebäude und einen Garten mit einer Größe von 894 Hektar. Zur Zeit der Französischen Revolution war das Schloss inzwischen in den Besitz des Markgrafen von Lons übergegangen. Seine Weigerung, seine Privilegien und damit seinen Besitz aufzugeben, besiegelte das Ende des Schlosses. Von der einstigen Pracht sind Reste der Nord- und Westfassade, zwei Ecktürme und eine Mauerfläche dem Verfall preisgegeben. Sie stehen heute auf dem Hof eines Gewerbebetriebs.
Unweit der Schlossruine steht das Gebäude einer ehemaligen Wassermühle an einem angelegten Kanal, der durch den Gave d’Oloron gespeist wird. Die zum Schloss gehörende Mühle von Dogmen wurde in der Revolution nach der Beschlagnahme für 48.000 Livre an Vignau de Préchacq versteigert.

## Wirtschaft und Infrastruktur

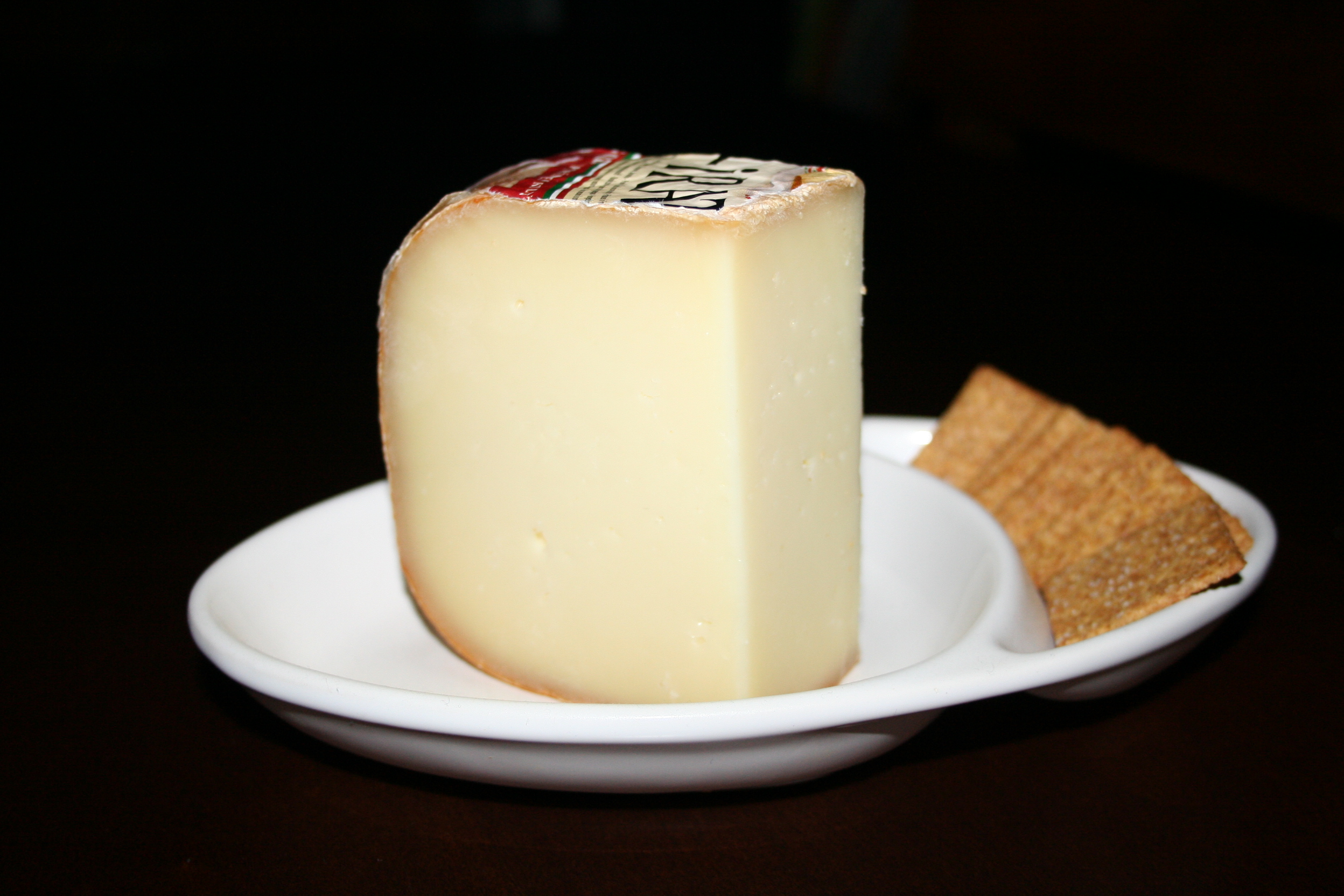
Ossau-Iraty

Landwirtschaft, Handwerk und Tourismus sind wichtige Wirtschaftsfaktoren der Gemeinde. Dognen liegt in den Zonen AOC des Ossau-Iraty, eines traditionell hergestellten Schnittkäses aus Schafmilch, sowie der Schweinerasse und des Schinkens „Kintoa“.

### Bildung
Die Gemeinde verfügt über eine öffentliche Grundschule mit 20 Kindern im Schuljahr 2016/2017.

### Sport und Freizeit
Die Gemeinde bietet an vier international renommierten Plätzen (La Sablière, l’Ancienne Réserve, Lacrampe, Coutubi) die Möglichkeit zum Lachsfischen. Die gute Wasserqualität des Gave d’Oloron fördert wassersportliche Aktivitäten, wie z. B. Rafting.

### Verkehr
Die Gemeinde ist erreichbar über die Routes départementales 2, 27, 114 und 936 (ehemalige Route nationale 636) und ist über eine Linie des Busnetzes Transports 64 mit anderen Gemeinden des Départements verbunden.